# Viorel Moldovan
Viorel Dinu Moldovan (Bistriţa, 8 de julho de 1972) é um ex-futebolista e treinador de futebol romeno. Atualmente, dirige o Auxerre.

## Carreira

### Clubes
Em clubes, Moldovan foi um "cigano" do futebol, tendo atuado em onze clubes em 17 anos de carreira, iniciada em 1990 no Gloria Bistriţa, disputando 84 jogos e marcando 22 gols. Atuou também por Dínamo Bucareste, Neuchâtel Xamax, Grasshopper, Coventry City, Fenerbahçe, Nantes (duas passagens), Al-Wahda, Servette, Politehnica Timişoara e Rapid Bucareste, onde se despediu como atleta em 2007.
Viorel Moldovan fez parte do elenco da Seleção Romena de Futebol das Copas do Mundo de 1994 e 1998, e as Euros 1996 e 2000. 

### Treinador
Como técnico, Moldovan estreou na função em 2008, no Vaslui. Passou ainda por Braşov, Sportul Studenţesc e Rapid, e atualmente é treinador da seleção sub-21 da Romênia, pela qual realizou 70 jogos entre 1993 e 2005, marcando 22 gols.

## Títulos
Grasshopper
- Campeonato Suíço: 1997–98

Nantes
- Campeonato Francês: 2000–01
- Supercopa da França: 2001

Rapid Bucareste
- Copa da Roménia: 2006–07
- Supercopa da Roménia: 2006